# 2026年のラジオ (日本)
2026年のラジオ (日本)では、2026年のラジオ分野(主に日本国内)における動向について記す。

## 主なその他のラジオ関連の出来事

### 1月
- 18日・19日・25日・26日（予定） - 【停波・実証実験】一部の局を除くAMラジオ事業者が進めているAM放送からFM放送への転換に際し、総務省からの特例措置を受けて、前年12月より始まっている停波の第2次実証実験について、この月より新たに開始する放送局は以下の通り[1]。
  - 【青森県】青森放送（RABラジオ）では、弘前中継局を18日より、野辺地中継局を25日より、それぞれ停波を実施する。
  - 【新潟県】新潟放送（BSNラジオ）では、停波対象に上越中継局を追加し、19日より停波を実施する。
  - 【徳島県】四国放送（JRTラジオ）では、前年12月15日より減力放送に入っていた池田中継局の停波を19日より実施、徳島本局も26日より減力放送を開始する。

### 2月
- 1日・2日・8日・10日（予定） - 【停波・実証実験】AM放送からFM放送への転換に際した停波の第2次実証実験について、この月より新たに開始する放送局は以下の通り[1]。
  - 【青森県】青森放送では、青森本局及び深浦中継局を1日より、八戸中継局と十和田中継局を8日より、それぞれ停波を実施する。
  - 【広島県】中国放送（RCCラジオ）では、三次・府中両中継局の停波を2日より実施する。
  - 【愛媛県】南海放送（RNBラジオ）では、前年12月15日より減力放送に入っていた松山本局の停波を10日より実施する。
- 7日（予定） - 【イベント・沖縄県】琉球放送（RBCiラジオ）毎年恒例のイベント「子どもたちに夢を!RBCiラジオまつり」をこの日開催予定。前年7月2日に同局ウェブサイトで発表された[2]。
- 月内（予定） - 【新社屋・宮崎県】宮崎放送（MRT）が宮崎市錦本町の県有グラウンド用地[注釈 1]に建設する新本社屋を完成させる予定（正式な本社移転・放送開始日は10月予定）[3]。2021年当初の予定では2025年7月完成予定だった[4][5]。

### 3月
- 1日・16日・23日・30日（予定） - 【停波・実証実験】AM放送からFM放送への転換に際した停波の第2次実証実験について、この月より新たに開始する放送局は以下の通り[1]。
  - 【山梨県】山梨放送（YBSラジオ）では、甲府本局及び富士吉田・大月上野原両中継局の停波を1日より実施する。
  - 【福井県】福井放送（FBCラジオ）では、停波対象に福井本局を追加し、16日より停波を実施する。
  - 【徳島県】四国放送では、減力放送に入っていた徳島本局の停波を23日より実施する。
  - 【滋賀県】京都放送はKBS滋賀放送局の停波を30日より実施する。
- 月内（予定） - 【放送終了・再編】NHKの電波再編計画に伴い、NHKラジオ第2放送がこの月をもって放送を終了する予定。1931年4月の放送開始から95年の歴史に幕を下ろす。終了後はラジオ第1の後継となる新AM放送とNHK-FMの後継となる新FM放送の2波に再編され、ラジオ第2の番組はそれぞれに整理して割り振り、国会承認を経て2026年度に完全廃局することになっている[6]。

### 年内
- 年内（予定） - NHK放送センターの建て替え工事の一環で建設された情報棟（ラジオセンターもこの建物に入居する）の運用が開始される予定[7]。

## 節目

### 開局
- 4月1日 
  - エフエム岐阜開局25周年[注釈 2]
  - InterFM897（interfm）開局30周年[注釈 3]
- 7月1日 - エフエム京都（α-STATION）開局35周年
- 9月1日 
  - MBSラジオ開局75周年
  - CBCラジオ開局75周年
- 10月1日 - エフエム山陰開局40周年
- 11月11日 - 朝日放送ラジオ（ABCラジオ）開局75周年
- 12月1日 
  - RKB毎日放送（RKBラジオ）開局75周年
  - エフエム滋賀開局30周年
- 12月24日 - 京都放送（KBS京都）開局75周年
- 12月25日 - TBSラジオ開局75周年